# Velloziaceae
Las velloziáceas (nombre científico Velloziaceae) son una familia de plantas monocotiledóneas, xeromórficas y a veces arborescentes (pero el "tronco" está hecho principalmente por raíces adventicias), pueden ser reconocidas por sus hojas trísticas con bases persistentes y márgenes espinosos. Las inflorescencias son terminales, si bien muchas veces parecen axilares, y muchas veces son de una sola flor. Las flores son más bien grandes con tépalos petaloideos y un largo estilo, puede haber una corona, y los estambres pueden ser muchos. La velloziácea basal es  Acanthochlamys bracteata, que es bastante diferente del resto: es una hierba rizomatosa y cespitosa con hojas espiraladas con lígula basal rodeando el tallo. El escapo de la inflorescencia tiene una anatomía muy distintiva, "como una hoja envainando un rizoma". La especie está distribuida en el sudeste del Tíbet y el sudoeste de China. El resto de las especies están distribuidas en el centro de Sudamérica y el centro y sur de África (incluyendo a Madagascar, y llegando también a Arabia).
La familia es reconocida por sistemas de clasificación modernos como el sistema de clasificación APG III (2009) y el APWeb (2001 en adelante), en donde después de los análisis moleculares de ADN se determinó que pertenecía sin lugar a dudas al orden Pandanales. Sin embargo, debido a su parecido superficial a veces se las asoció con las bromeliáceas.

## Taxonomía
Introducción teórica en Taxonomía
Véase también Filogenia
La familia fue reconocida por el APG III (2009), el Linear APG III (2009) le asignó el número de familia 48. La familia ya había sido reconocida por el APG II (2003).
La lista de géneros, según el APWeb (visitado en enero del 2009):
- Acanthochlamys
- Aylthonia
- Barbacenia
- Barbaceniopsis
- Burlemarxia
- Nanuza
- Pleurostima
- Talbotia
- Vellozia
- Xerophyta

Géneros antiguos que son sinónimos de otros taxones, según el APWeb (visitado en enero del 2009):
- Didymocolpus S.C.Chen = Acanthochlamys P.C.Kao
- Talbotiopsis L.B.Sm. (SUS) = Talbotia Balf.

Sinónimo de la familia, según el APWeb (visitado en enero del 2009):  Acanthochlamydaceae P. C. Kao